# HMS M7

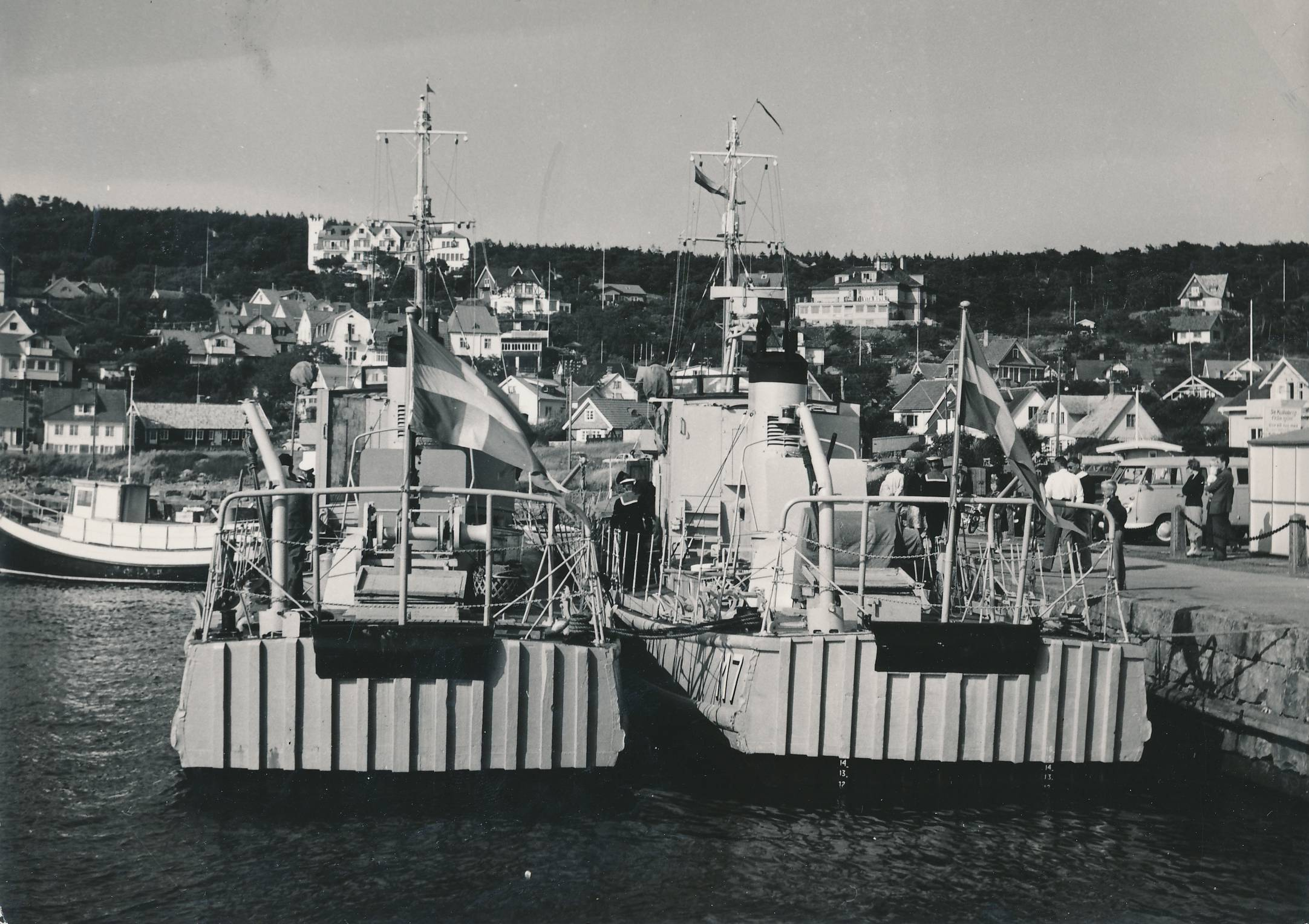
HMS M8 och HMS M7 ligger här sida vid sida i Mölle hamn. Efter 1953.

HMS M7 var en svensk minsvepare som byggdes av Holms Yachtvarv i Gamleby 1940. Hon sjösattes den 22 november samma år. Gemensamt för denna fartygsserie var att hon i likhet med hennes 11 systerfartyg användes som minsvepare, bevakningsbåt och utbildningsplattform. M7 utrangerades den 1 februari 1959 och övergick till Sjövärnskårens flottilj SVF 9 i Limhamn. År 1968 såldes hon som lustfartyg till en person i Härnösand. Senare namn bland annat Joutsen, Remi och Patricia.